# Лунная радуга (роман)
«Лунная радуга» — роман-дилогия советского писателя-фантаста Сергея Павлова. Состоит из двух книг: «По чёрному следу» (1978 год) и «Мягкие зеркала» (1983 год).

## Сюжет

### Первая книга. По чёрному следу
Действие романа происходит в обозримом будущем. Человечество приступило к практическому использованию ресурсов ближайших планет и направляет экспедиции к дальним планетам Солнечной системы. В космосе люди всё чаще сталкиваются с ранее неизвестными опасными природными факторами; их изучением и защитой от них ведает Международное управление космической безопасности и охраны правопорядка (МУКБОП) — организация, занимающаяся вопросами безопасности (в самом широком смысле) во Внеземелье.
Фрэнк Полинг, начинающий агент Западного филиала МУКБОП, подключается руководством к делу под кодовым названием «Чёрный след». Расследование началось, когда в МУКБОП поступили сведения, что несколько бывших и действующих космонавтов обладают необъяснимой способностью оставлять на видеоэкранах определённой конструкции угольно-чёрные отпечатки ладоней, которые и были названы «чёрными следами». Одним из выявленных «чёрноследников» оказался шурин Полинга Дэвид Нортон, космодесантник в отставке, живущий в провинциальном городке Копсфорт.
В ходе расследования выясняется, что все «чёрноследники» несколькими годами ранее участвовали во второй экспедиции в систему Урана на рейдере «Лунная радуга». При исследовании Оберона десантная группа попала в катастрофу; шестеро погибли, а семеро выживших — десантники Дэвид Нортон, Тимур Кизимов, Марко Винезе, Золтан Симич, Эдуард Йонге, Жан Лорэ и пилот Меф Аганн, — приобрели невиданные для человека свойства: «чёрный след», способность влиять на электронные приборы, умение наделять простые деревянные предметы свойствами телеприемников. Сами подследственные предпочли не сообщать о своём внеземном «приобретении», так как, очевидно, боялись стать объектами исследований и потерять статус полноправных людей. Им удалось найти способ на некоторое время избавляться от приобретённых свойств, что позволило обойти медицинские проверки и не выдать себя.
Члены следственной группы знакомятся с воспоминаниями Альбертаса Грижаса, врача третьей экспедиции к Урану, летавшего в одном экипаже с Дэвидом Нортоном и ставшего свидетелем странных событий, происходивших на корабле вокруг бывшего «оберонца». С другой стороны, у МУКБОПа нет достаточных оснований для применения к бывшим десантникам принудительных мер и нет ничего, чтобы побудить подозреваемых сотрудничать.
В параллельной сюжетной линии рассказывается о нынешней жизни и воспоминаниях Дэвида Нортона. Нортон вспоминает о своих курсантских годах, дружбе с Леонидом Михайловым, погибшим потом на Обероне, участии (уже после Оберона) в исследовании Меркурия. Выясняется, что сверхспособности «черноследников» намного шире, чем известно МУКБОПу. Они могут подолгу не дышать, воспринимать радиоволны, слышать ультразвук, видеть в полной темноте, ощущать эмоциональный настрой людей и животных, телепатически общаться между собой на любом расстоянии и многое другое. Но сами они воспринимают чужеродное «приобретение» очень болезненно: способности им часто неподконтрольны и могут проявиться в самый неожиданный и нежелательный момент, многие из них чисто физически мучительны. Тем не менее психически Нортон остаётся человеком, с нормальными для человека чувствами, размышлениями и опасениями, представлениями о долге и обязанностях перед людьми. Читатель становится свидетелем того, как Нортон спасает соседского ребёнка, отправившегося на озеро на родительской машине и едва не погибшего в автокатастрофе. Описан сеанс телепатической связи между Нортоном и Тимуром Кизимовым. Тимур склоняется к тому, чтобы установить с обществом «обоюдочестный контакт» и вернуться в космос, где его способности наиболее востребованы.
Фрэнка Полинга отправляют к семье сестры, в дом Дэвида Нортона. Полингу удаётся обнаружить в доме тайник Нортона и скопировать его дневник. Затем в беседе с шурином Фрэнк провоцирует Дэвида на демонстрацию «чёрного следа». Дэвид, поддавшийся на провокацию, сразу же разбивает экран и приходит в бешенство; он выглядит как монстр, покрытый серебристым ртутным блеском, с зеркальными зубами, но сдерживается, не позволяя себе прибегать к насилию. Потрясённый Полинг бежит из его дома.

### Вторая книга. Мягкие зеркала
Действие второй книги романа происходит вскоре после событий первой. Андрей Тобольский, первый пилот космического корабля «Байкал», получает задание во время рейса в систему Сатурна провести инспекцию технического состояния космического танкера «Анарда», списанного и превращённого в орбитальную станцию, вращающуюся вокруг Япета. На ней проживает в статусе коменданта бывший пилот «Лунной радуги» Меф Аганн. Перед вылетом на «Анарду» к Андрею Тобольскому обращается оперативник МУКБОПа и сообщает, что инспекция танкера — лишь предлог; в действительности требуется узнать, превратился ли после оберонской катастрофы его знакомый Меф Аганн в нечеловека (или, как прозвали на Земле всю компанию выживших на Обероне, «экзота»).
На «Анарде» Тобольский находит большое количество доказательств, подтверждающих опасения МУКБОПа. Аганн сам подтверждает свою изменившуюся природу. Но на Япете в это время возникает феномен со странными свойствами — сама собой формируется огромная шапка непроницаемого тумана. Среди прочего туман препятствует нормальной работе радиосвязи, также Тобольский замечает, что аномалия вызывает усиление интенсивности проявления нечеловеческих свойств у Аганна, и уверен, что и он сам уже попал под её воздействие. Тобольский решается исследовать аномалию, догадываясь, что начинается повтор так называемого «оберонского гурма» (земной термин для обозначения катастрофы на Обероне). На устаревшем десантном катере, в условиях неработающей связи Андрей погружается в туман, становится свидетелем невероятных явлений, в том числе связанных с искажением пространства и времени.
Чудом вырвавшись из аномальной зоны, где Андрей провёл менее суток, он обнаруживает, что прошло восемь лет. Сначала Андрея принимают за эфемера — точную копию человека, которую в определённых условиях может, даже вопреки желанию, создать экзот. Лишь молодая женщина-врач сразу поняла, что он на самом деле живой человек, который вернулся из глубин темпор-объекта. Более того, она интуитивно знала, что он не погиб восемь лет назад, а вернётся именно в этот день, потому что много лет горячо любила его.
За прошедшие годы многое изменилось. «Байкал» превращён в орбитальную станцию, на которой базируется группа из шестисот пятидесяти шести человек. Это исследователи, изучающие гурм-феномен (по новой терминологии — «темпор-объект»), который всех этих землян и самого Андрея Тобольского, сделал экзотами, как в своё время на Обероне сделал ими десантников и Аганна. Также на «Байкале» живут семьи исследователей. Всем им навсегда закрыт путь на Землю, во избежание их непредсказуемого влияния на обычных людей. «Анарда» с Аганном улетела в Дальнее Внеземелье, где, по-видимому, взорвалась. Жена Андрея замужем за другим, дочка выросла.
Сведения, полученные Андреем Тобольским и другими исследователями темпор-объекта, позволили достичь революционного прорыва в принципах космических полётов, армада кораблей доставила к Проксиме Центавра внешний ВП (Вне Пространственный) приёмник, позволяющий осуществить межзвёздный перелёт за мгновения путём телепортации, новые сверхлюди готовятся к переселению из зоны спецкарантина в Сверхдальнее Внеземелье (за пределы Солнечной системы).

## История создания
Роман-дилогия Сергея Павлова «Лунная радуга» был задуман писателем как эпическое произведение об освоении космического пространства в недалёком будущем, а также о фатальной «несочетаемости» человеческой цивилизации и Внеземелья. Первая книга — «По чёрному следу» — вышла из печати в 1978 году, в издательстве «Молодая гвардия». До этого глава из романа — «Плоскогорье огненных змей» — была напечатана в журнале «Техника — молодёжи» (№ 7 за 1978 г.).
О сюжете и скором окончании работы над второй книгой дилогии — «Мягкие зеркала» — Сергей Павлов рассказал в интервью читателям журнала «Техника — молодёжи» в 1981 году. По его признанию, в написании второй книги романа ему помогло общение с космонавтами, в особенности с Георгием Береговым, что отразилось на описании становления профессионального мастерства пилота Андрея Тобольского. Тем не менее, роман вышел из печати только в 1983 году. Он был издан в журнале «Искатель» (№ 4 и № 5 за 1983 год) и в издательстве «Молодая гвардия» (1983).
За роман-дилогию «Лунная радуга» Сергей Павлов был награждён в 1985 году премией «Аэлита», которая с 1981 года вручается отечественным писателям за лучшее произведение в жанре научной фантастики.

## Экранизация романа
В 1983 году первая книга романа, «По чёрному следу», была экранизирована под названием «Лунная радуга» на киностудии «Мосфильм» режиссёром Андреем Ермашом. Благодаря своему отцу, Филиппу Ермашу, работавшему в то время председателем Государственного комитета СССР по кинематографии, молодой режиссёр получил в своё распоряжение звёздный актёрский состав (главные роли сыграли Василий Ливанов, Владимир Гостюхин, Юрий Соломин, Игорь Старыгин), а музыку написал композитор Эдуард Артемьев. Фильм успеха не имел — в основном, из-за откровенно слабой режиссуры.

## Комикс
По мотивам романа Игорем Никишиным (ISNik) был нарисован один из первых в Советском Союзе «серьёзных» комиксов; после диплома на первом Конкурсе комиксов, проводившемся московским отделением Всесоюзного детского фонда в 1991 году, предполагалась его публикация в одном из издательств, однако она не состоялась, комикс доступен в сети.

## Продолжение романа
В 1991 (в соавторстве с Надеждой Шаровой, первое издание вышло в издательстве «Молодая гвардия») и 1997 (вышло в издательстве «Армада») годах были опубликованы две книги романа Сергея Павлова «Волшебный локон Ампары», которые являются продолжением «Лунной радуги».
События, описываемые в романе, происходят в далёком будущем. Потомки экзотов, называющие себя грагалами (ГРАжданами ГАЛактики), открыли способ сверхдальних космических перелётов и основали свою космическую цивилизацию. Грагалов очень мало, всего несколько десятков тысяч. Также существует Дигея — множество землеподобных планет в Галактике, куда «обычные» люди переселялись в годы катастрофического перенаселения Земли. Численность населения Дигеи — миллиарды человек. На Земле продолжает жить и развиваться «старое» человечество, унаследовавшее как положительные стороны, так и пороки своих предков. Основные события разворачиваются на Земле на фоне противоречий в отношениях жителей Земли и грагалов. Сделанные грагалами в дальнем космосе, казалось бы, чисто научные открытия становятся детонатором для социальных изменений, в перспективе способных полностью перевернуть жизнь земного человечества.